# Старые Тиньгеши
Ста́рые Тиньге́ши (чув. Кивĕ Тинкеш) — деревня в Ядринском районе Чувашской Республики. Административный центр Старотиньгешского сельского поселения.

## География
Находится в западной части Чувашии, на расстоянии приблизительно 20 км на восток-юго-восток по прямой от районного центра города Ядрин.

## История
Известна с 1723 года, когда здесь было отмечено 55 жителей мужского пола. В 1795 году было учтено 153 жителя, в 1858—110, в 1906 — 34 двора, 201 житель, в 1926 — 40 дворов, 219 жителей, в 1939—225 жителей, в 1979—155. В 2002 году было 49 дворов, в 2010 — 50 домохозяйств. В 1930 был образован колхоз «Новый путь», в 2010 году действовал колхоз «Пучах».

## Население
Постоянное население составляло 134 человека (чуваши 99 %) в 2002 году, 133 в 2010.